# Otto Kallsen
Otto Kallsen (* 31. Januar 1822 in Altona; † 21. Februar 1901 ebenda) war ein deutscher Lehrer und Schriftsteller.

## Leben
Als Sohn eines 1825 verschollenen Schiffskapitäns geboren, besuchte Kallsen das Christianeum. Er ging zum Studium der Philologie und Geschichte nach Kiel und Bonn. Während seines Studiums wurde er 1846 Mitglied der Burschenschaft Fridericia Bonn. Im Schleswig-Holsteinischen Krieg nahm er am 9. April 1848 an der Schlacht von Bau teil, wo er der Gefangenschaft entgehen konnte. 1848 wurde er Collaborator in Plön. 1849 wurde er in Kiel zum Dr. phil. promoviert.
1849 ging er an die Gelehrtenschule in Rendsburg und wurde 1853 Lehrer am Gymnasium Meldorf. 1864 wurde er Konrektor der humanistischen Husumer Gelehrtenschule, wo sein Bundesbruder Karl Heinrich Keck Rektor war. 1872 wurde er zum Professor ernannt und 1887 in den Ruhestand, den er in Altona verbrachte.

## Veröffentlichungen (Auswahl)
- Das verrathene Schleswig-Holstein. Trauerlieder über den Waffen-Stillstand. Hamburg 1848.
- Sophokles ein Vertreter seines Volkes auch in politischer Hinsicht. Rendsburg 1850.
- Die französische Salonlitteratur im XVII. Jahrhundert. Plön 1862.
- Geschichte der Husumer Gelehrtenschule. Husum 1867.
- Bilder aus der Weltgeschichte. 4 Teile, Halle a. S. 1875–1876. (gemeinsam mit August Sach, Karl Heinrich Christian Keck)
- Friedrich Barbarossa. Halle a. S. 1882.
- Die deutschen Städte im Mittelalter. Halle a. S. 1891.